# Mieczysław Sawicki (wicewojewoda)
Mieczysław Sawicki (ur. 1931, zm. 9 września 2018) – polski polityk i nauczyciel, w latach 1980–1989 wicewojewoda bialskopodlaski.

## Życiorys
Ukończył studia magisterskie. Pracował zawodowo jako nauczyciel, od 1963 do 1975 był pierwszym dyrektorem Liceum Ogólnokształcącego im. Manifestu Lipcowego w Radzyniu Podlaskim. Później od 1975 pracował w administracji w Białej Podlaskiej. Od 3 stycznia 1980 do 15 września 1989 zajmował stanowisko wicewojewody bialskopodlaskiego.